# Flavonolignano
Los Flavanolignanos son fenoles naturales compuestos de una parte de flavonoide, de tipo flavanona o dihidroflavonol y una unidad formadora de lignano (C6-C3).

## Ejemplos
Flavanolignanos identificados en Silybum marianum (cardo mariano) que incluye silibinina, silychristina, silydianina, dehydrosilybina, deoxysilycistina, deoxysilydianina, silandrina, silybinoma, silyhermina y neosilyhermina y puede ser producido in vitro. Silibinina se encuentra en la raíz de S. marianum mientras silyamandina se encuentra en la fruta.
Hydnocarpina se puede encontrar naturalmente en Onopordon corymbosum and can be synthetised.
Scutellaprostin A, B, C, D, E y F pueden ser aislados de Scutellaria prostrata y también pueden ser sintetizados.
Hydnowightina puede ser aislado de las semillas de Hydnocarpus wightiana.
Tres flavonolignanos derivados de la flavona tricin han sido aislados de la hierba Avena sativa.
Palstatina  ha sido aislado del árbol de la Amazonia Hymeneae palustris.
Salocin A and salocin B se pueden encontrar en  Salsola collina.
Rhodiolina, el producto del acoplamiento oxidativo de alcohol coniferílico con la agrupación 7,8-dihidroxi dl flavonol herbacetina, se puede encontrar en el rizoma de Rhodiola rosea.

## Glucósidos
Los flavonolignanos tricin 4'-O-(erythro-beta-guaiacylglyceryl) ether y tricin 4'-O-(threo-beta-guaiacylglyceryl) ether puede aislarse junto con sus 7-O-glucósidos en las hojas de Hyparrhenia hirta.